# (726) Joëlla
(726) Joëlla ist ein Asteroid des Hauptgürtels, der am 22. November 1911 vom US-amerikanischen Astronomen Joel H. Metcalf in Winchester entdeckt wurde.
Der Asteroid wurde nach dem Vornamen seines Entdeckers benannt.